# Recesul piriform
Recesul piriform (Recessus piriformis) sau sinusul piriform, șanțul laringo-faringian, este un șanț vertical pereche aflat în porțiunea laringiană a faringelui între fața posterioară a laringelui și fețele laterale ale faringelui. Fiecare reces în jos se pierde pe esofag și este delimitat în sus prin plica faringo-epiglotică, medial de peretele lateral al laringelui, iar lateral de peretele lateral al faringelui în care, la acest nivel, se află marginea posterioară a lamelei cartilajului tiroid. În porțiunea ei superioară mucoasa recesului este ridicată de nervul laringeu superior, care determină plica nervului laringian superior (Plica nervi laryngei superioris).  